# USS Baton Rouge (SSN-689)
El USS Baton Rouge (SSN-689) de la Armada de los Estados Unidos fue un submarino nuclear de la clase Los Angeles. Fue puesto en gradas en 1971, botado en 1975 y comisionado en 1977. Fue de baja en 1995 y puesto en el Programa de Reciclaje de Buques y Submarinos.

## Construcción
Construido por Newport News Shipbuilding (Newport News, Virginia), fue puesto en gradas el 8 de enero de 1971, botado el 26 de abril de 1975 y comisionado el 25 de junio de 1977. 

## Historial de servicio

### Colisión contra elKostromá

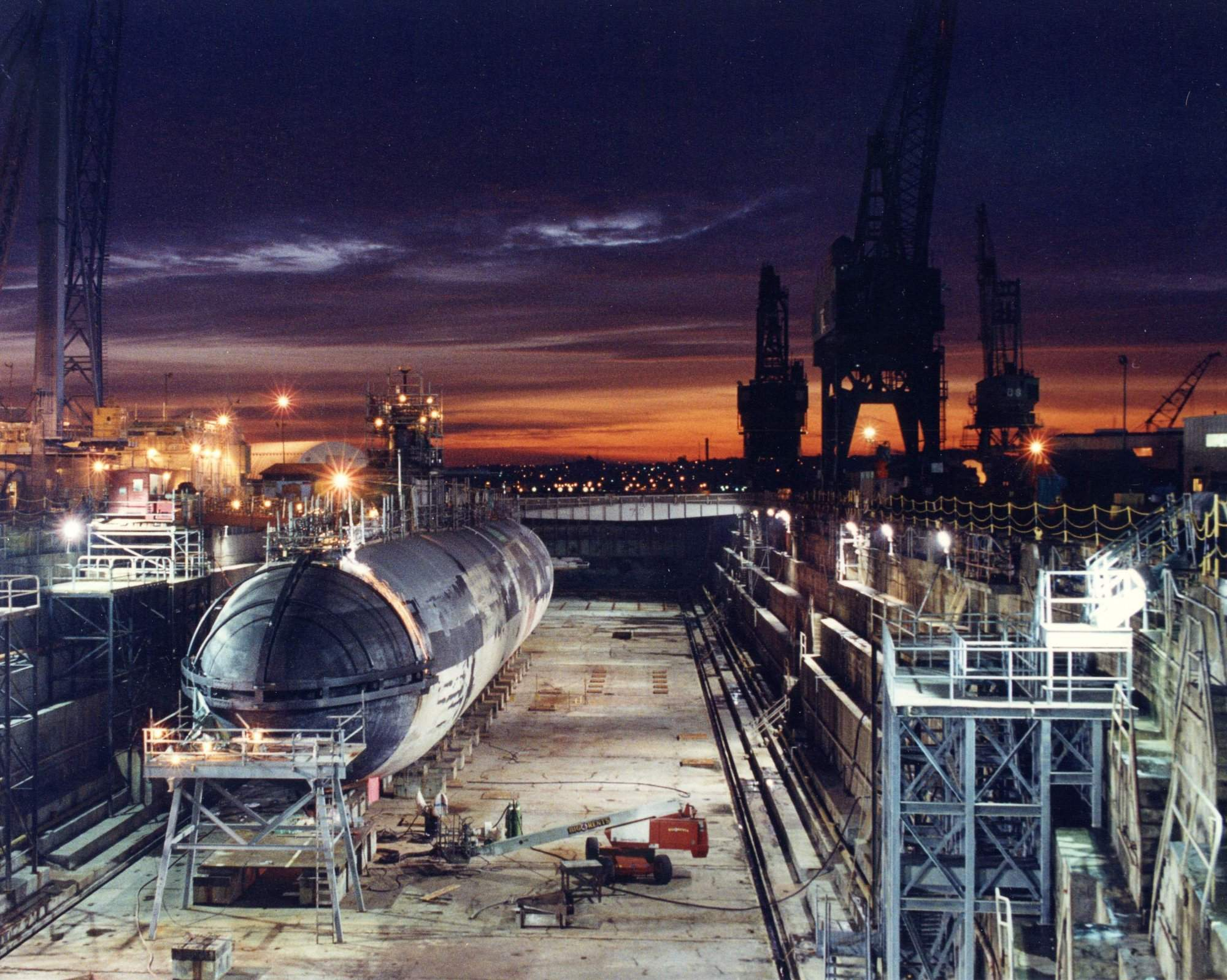
El USS Baton Rouge en espera de ser desguazado en Mare Island, año 1995.

A las 20:16 hora local del 11 de febrero de 1992, mientras patrullaba frente a la isla Kildin cerca de Severomorsk, el Baton Rouge chocó contra el K-276 Kostromá, un submarino de ataque ruso de la clase Sierra. La Marina de los Estados Unidos declaró que la colisión ocurrió a más de 22 km (12 millas) de la costa, en aguas internacionales. Inicialmente, la Marina de los EE. UU. negó cualquier daño sufrido en el Baton Rouge, pero luego se reveló que el barco sufrió dos cortes, así como abolladuras y raspaduras. El Kostromá fue completamente reparado el 29 de junio de 1992 y continúa en servicio hasta el día de hoy mientras que el Baton Rouge fue retirado del servicio poco después. El Baton Rouge fue reparado para estar 100% operativo después del accidente. La Armada buscaba hacer recortes en todas las clases de embarcaciones en ese momento. El Baton Rouge tuvo la mala suerte de ser dado de baja por este motivo. Esto está registrado en la tradición naval rusa como una victoria y la tripulación del Kostromá pintó el número "1" bordeado por una estrella en la vela, al igual que los submarinos soviéticos durante la Segunda Guerra Mundial para indicar el número de sus victorias.
Fue de baja el 13 de enero de 1995 y puesto en el Programa de Reciclaje de Buques y Submarinos.